# غابة بارادو
غابة بارادو أو حديقة أولوف بالمه هي غابة تقع في حيدرة بولاية الجزائر، من قبل هيئة المحافظة على الغابات في الجزائر العاصمة (CFA) تحت إشراف المديرية العامة للغابات (DGF).

## تاريخ
افتتحت الغابة في 09 يونيو 2009 من قبل والي الجزائر، محمد كبير عدو [الفرنسية]، وكانت قد أغلقت مؤقتًا في عام 2007 لتنفيذ مشروع تطوير وتحديث تشرف عليه ولاية الجزائر، حيث استمر العمل ثلاث سنوات، لبناء مرافق ترفيهية وممرات وأرصفة، وتم تجهيز الغابة بمقاعد عامة، وصناديق قمامة وشبكة من الإضاءة العامة، بالإضافة إلى المساحات الخضراء، وبُني مطعم وكافيتريا ومسرح ونادي.

### أولوف بالمه
سُميت الغابة بإسم منتزه أولوف بالمه في عام 2009، تخليداً له. حيث كان مدافعًا عن حركات التحرير ودعم استقلال الجزائر.

## الحياة البرية

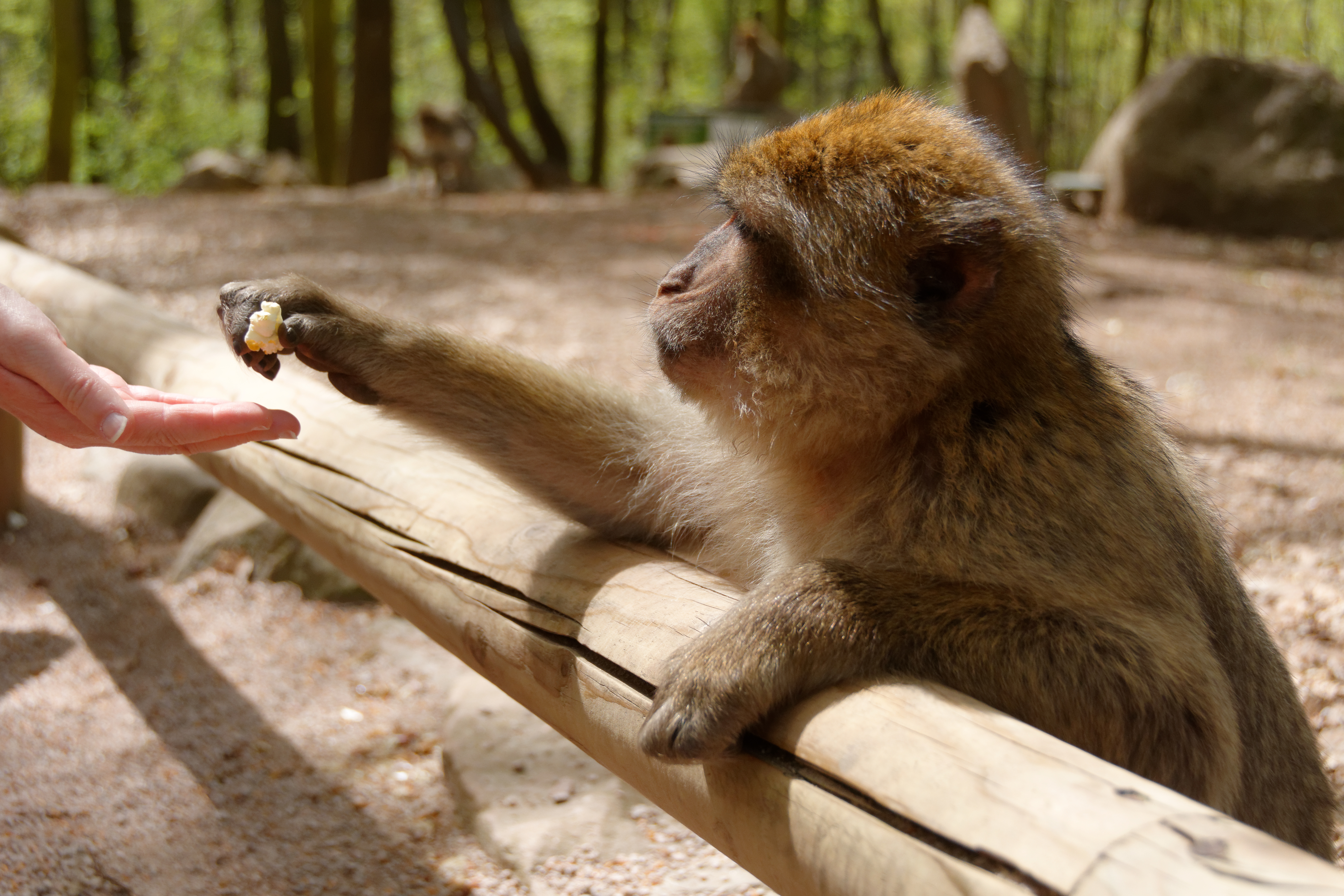
المكاك البربري.

تضم حديقة أولوف بالمه أقفاصًا للطيور (الببغاء، الدراء، الحجل ...)، بالإضافة إلى قرود المكاك البربري والماعز والخيول.

## الموقع
تقع غابة بارادو على بعد 18 كم شرق الجزائر العاصمة، و70 كم شرق تيبازة و4 كم من البحر الأبيض المتوسط،  تقع في بلدية حيدرة في متيجة؛ تبلغ مساحتها حوالي 14 هكتار.